# Álvaro Augusto de Carvalho
Álvaro Augusto de Carvalho (Desterro, 1 de março de 1829 — Buenos Aires, 5 de setembro de 1865) foi um dramaturgo brasileiro e primeiro-tenente da Armada Imperial Brasileira.

## Vida
Álvaro Augusto de Carvalho nasceu na cidade de Florianópolis, atual capital do estado de Santa Catarina, em 1o de março de 1829. Filho de Luís José de Carvalho e Florentina Luiza de Carvalho, desde muito jovem, em sua cidade natal, já demonstrava o seu fascínio pelo mar. No firme propósito de integrar as fileiras da Marinha, seguiu para o Rio de Janeiro com o objetivo de matricular-se na Academia de Marinha, onde foi admitido.
No ano de 1847, iniciou a sua carreira naval como Praça Aspirante a Guarda-marinha. Promovido ao posto de Guarda-marinha, em 1849, foi designado para seu primeiro embarque, na Corveta Bertioga, embarcando em sequência na Corveta Bahiana e no Brigue Cearense. Promovido ao posto de Segundo-tenente, foi designado para aquele que seria seu primeiro comando, ainda que interino, no Vapor Maracanã. Na trajetória da sua carreira, dada sua vivacidade e inteligência, além do efusivo interesse pelos registros de fatos e episódios, sempre se destacou academicamente e desenvolveu habilidades voltadas à dramaturgia.
Em paralelo à carreira militar, escrevia e acompanhava o cenário cultural de sua cidade natal. O primeiro texto, como teatrólogo, foi “O Pescador Pedro Martelli”, de 1853, drama em quatro atos e um prólogo que foi editado dois anos depois pela Tipografia Catarinense. Consagrado como o primeiro dramaturgo catarinense, deixou obras para posteridade. Na Academia Catarinense de Letras, da qual é patrono, a cadeira nº 1 foi criada em sua homenagem. Dentre suas peças encenadas no Desterro, estão O Pescador Pedro Martelli e Uma Moça de Juízo.
O Primeiro-tenente Álvaro Augusto de Carvalho, em 16 de fevereiro de 1865, assumiu o Comando daquele que seria o seu derradeiro navio, a Canhoneira Ipiranga, haja vista sua morte, no dia 5 de setembro desse ano, em Buenos Aires. Acometido pela  febre tifóide antes da Batalha do Passo de Cuevas, da qual ainda chegou a tomar parte, não pereceu em combate. Febril e abatido, no momento da passagem de Cuevas, na Guerra do Paraguai, fez-se, contrariando os subalternos, transportar-se numa cadeira até o convés, de onde assistiu e comandou impavidamente todo o combate. Na época, o tifo era incurável e interrompeu não somente sua participação no conflito, mas também sua trajetória na Marinha e sua contribuição para as atividades cênicas na cidade de Florianópolis.
Em retribuição ao eminente militar e dramaturgo, em 1894, o governo do estado de Santa Catarina deu seu nome ao então chamado Teatro Santa Isabel, inaugurado em 1875, no centro da capital catarinense. Os restos mortais de Álvaro nunca foram localizados em  Buenos Aires,  impossibilitando sua transferência para Florianópolis.

## Carreira
- Praça de Aspirante a Guarda-marinha: 2 de março de 1847
- Guarda-marinha: 17 de dezembro de 1849
- Segundo-tenente:30 de abril de 1852
- Primeiro-tenente: 2 de dezembro de 1856

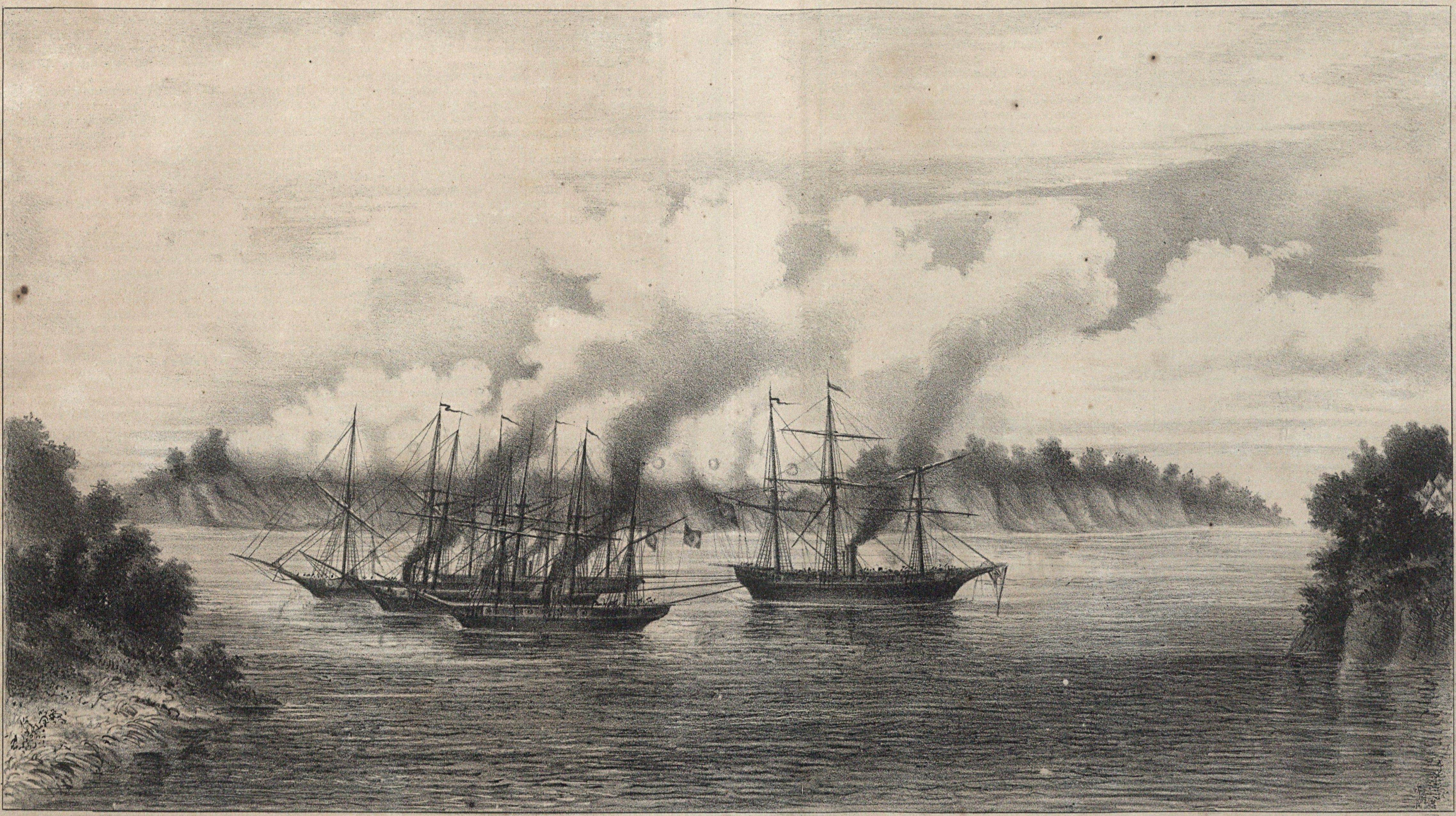
Episódios do dia 13 de junho de 1865. Combate Naval de Riachuelo. Os vapores Ypiranga (com Álvaro Augusto de Carvalho), Vapor Mearim (com Barbosa), Vapor Araguari (com Hoonholtz) e Vapor Iguatemi (com Coimbra), trabalhando em desencalhar o Jequitinhonha. Por Fleiuss (1865).

## Comandos e Direções
- Vapor Maracanã
- Brigue Fidelidade
- Vapor Urussui
- Iate Capibaribe
- Canhoneira Ipiranga

## Comissões
- Corveta Paraense
- Corveta Bertioga
- Corveta Baiana
- Brigue Cearense
- Patacho Desterro
- Brigue Calíope
- Patacho Pavuna
- Vapor Pedro II
- Brigue-Escuna Xingu
- Vapor Maracanã
- Corveta Magé
- Companhia de Aprendizes-Marinheiros de Santa Catarina

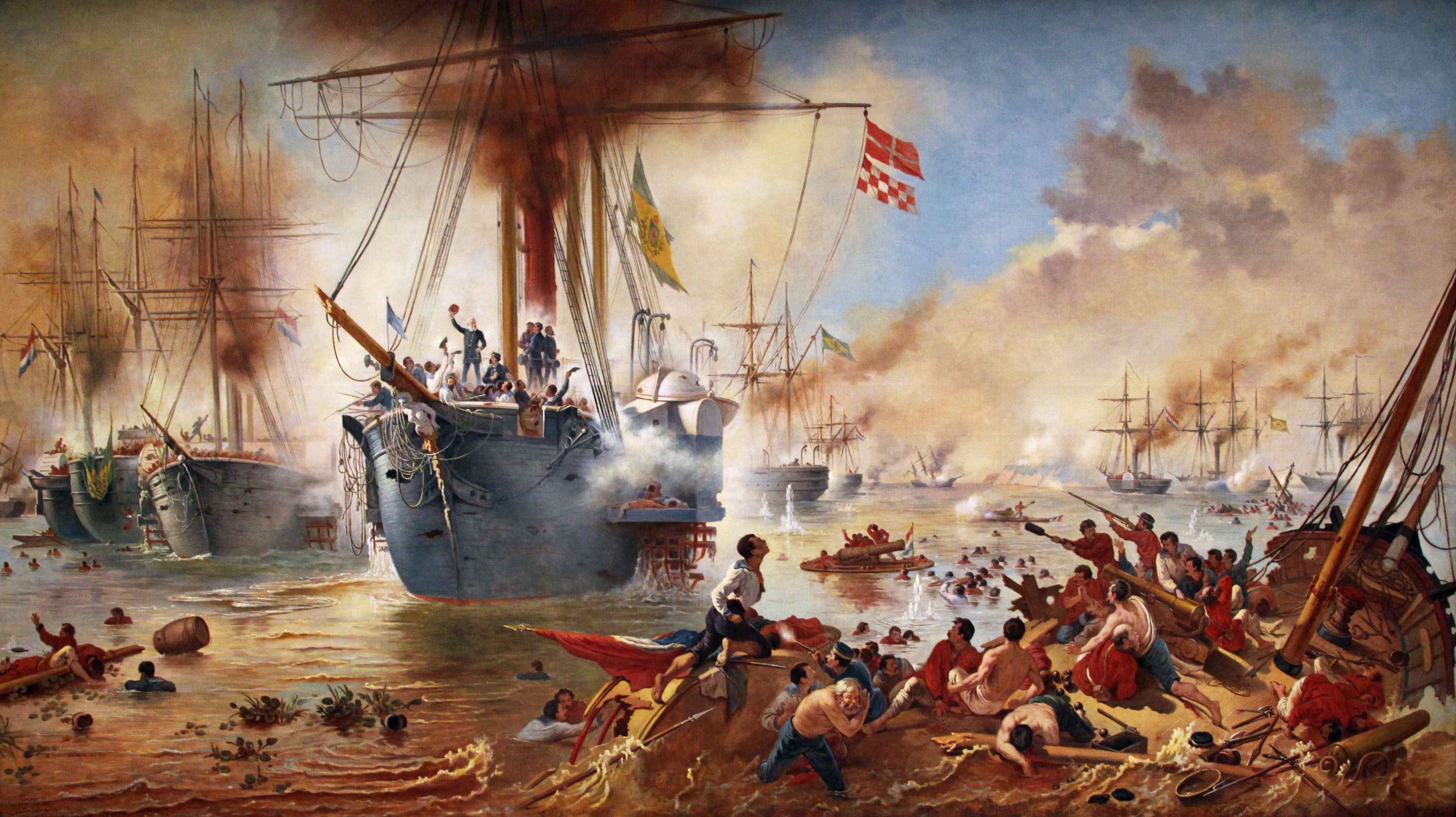
Combate Naval do Riachuelo, 1882-83. Acervo do Museu Histórico Nacional. Cópia da obra de Victor Meirelles feita por Oscar Pereira da Silva.

- Canhoneira Iguatemi
- Patacho Thereza
- Vapor Recife
- Fragata Constituição

## Academia Catarinense de Letras (ACL)
É patrono da cadeira 1, criada em sua homenagem, da Academia Catarinense de Letras, (ou cd.17 da Academia Catarinense de Letras e Artes)

## Obras
- Pedro Martelli ou O Conde de Castellamar (1853)
- Uma Moça de Juízo
- Raimundo

## Representações na cultura
O Teatro Álvaro de Carvalho é denominado em comemoração a seu nome, assim como a rua Álvaro de Carvalho, ambos em Florianópolis.